# 雷梅泰亞基瓦魯盧伊鄉
47°32′N 23°33′E / 47.533°N 23.550°E
雷梅泰亞基瓦魯盧伊鄉（羅馬尼亞語：Comuna Remetea Chioarului, Maramureș），是羅馬尼亞的鄉份，位於該國西北部，由馬拉穆列什縣負責管轄，面積51平方公里，海拔高度238米，2007年人口2,872，人口密度每平方公里56人。